# Parc forestier de Poggio Neri
Le Parc forestier de Poggio Neri (en italien :  Parco forestale di Poggio Neri) est un parc public situé à Sassetta dans la province de Livourne, en Toscane.

## Territoire
Le parc occupe une superficie d'environ 700 ha, au sein du domaine domanial appelé Sassetta (735 hectares), caractérisé par la présence de châtaigniers, de chênes verts et de chênes et faisant partie de la Forêt Agricole Régionale. Patrimoine de la Toscane.

## Historique
L'idée de créer le parc est née entre les années 1970 et 1980 à l'initiative des communes du Val di Cornia (it), qui ont fondé un consortium pour l'identification des zones à utiliser comme parc territorial public. Le complexe a été formalisé et inauguré en 1993 avec la création de la Società Parchi Val di Cornia spa et complété dans les années 2000 avec la création d'espaces touristiques équipés.
Dans les années 2007-2009, le district Val di Cornia et le Parchi Val di Cornia thermal ont proposé la reconnaissance régionale du parc Poggio Neri comme espace naturel protégé d'intérêt local, qui n'a pas encore été obtenue.
À l'intérieur du parc forestier se trouve un « Musée forestier » qui comprend une cabane construite avec des mottes de terre, une exposition en plein air d'outils de bûcheron et une reconstitution illustrant les activités traditionnelles des habitants locaux comme charbonniers et cueilleurs de châtaignes.

## Flore
Dans le parc, la végétation forestière dense est principalement composée de châtaigniers, de chênes verts et de chênes communs.

## Faune
Dans la zone du parc, il existe plus de 200 espèces d'oiseaux, dont le faucon pèlerin. Le hibou moyen-duc est également observé lors des migrations.
Parmi les mammifères, il y a le chevreuil et le sanglier, ainsi que le renard, le porc-épic, le hérisson, la belette et la musaraigne.